# 泉江县
泉江县，中国古县名。
北宋宣和三年（1121年）以龙泉县改名，治所在今江西省遂川县，属吉州。南宋绍兴初年，复改名龙泉县。